# Узакбаев, Камчибек Аскарбекович
Камчибек Аскарбекович Узакбаев (род. 6 января 1957 года в с. Шумкар-Уя) — советский и киргизский врач, специалист по детской хирургии, доктор медицинских наук, Заслуженный врач Киргизской Республики (2008), почётный гражданин Бишкека.

## Биография
Камчибек Узакбаев родился в селе Шумкар-Уя, Таласский район (Таласская область).
В 1979—1987 годах был научным сотрудником, старшим научным сотрудником Киргизского НИИ туберкулёза. С 1987 по 1990 год работал заместителем главного врача Бишкекской детской клинической больницы № 3. В 1990—2004 годах был главным врачом детской клинической больницы. В 2004 году был назначен директором Национального центра педиатрии и детской хирургии. В 2008 году его назначили директором Национального центра охраны здоровья матери и ребёнка Министерства здравоохранения Киргизии. 30 апреля 2021 года он был уволен по представлению министра после инцидента со смертью в Центре замдиректора Департамента консульской службы МИД Бахтияра Шакирова.
Избирался депутатом Бишкекского городского кенеша трёх созывов, был председателем рабочей комиссии по социальным вопросам. В 2007—2010 годах руководил партией «Эл талабы». В апреле 2010 года вместе с О. Бабановым основал движение «Ак-ниет». В том же году стал заместителем председателя партии «Республика».
Автор 32 научных трудов и одной монографии, запатентовал пять изобретений.
Председатель постоянной комиссии по здравоохранению, социальной помощи и пенсионному обеспечению, президент Ассоциации детских хирургов Киргизии, вице-президент Федерации педиатров СНГ, вице-президент Ассоциации педиатров тюркоязычных стран.
Награждён медалью «1000 лет эпосу „Манас“», Почётной грамотой Кыргызской Республики, памятным знаком «Кыргызской Республике — 10 лет».
Состоит в браке, воспитал четверых детей: сыновей Таалайбека, Улукбека, Чынгыза и дочь Жибек.